# Pempsamacra pygmaea
Pempsamacra pygmaea là một loài bọ cánh cứng trong họ Cerambycidae.